# Eletronistagmografia

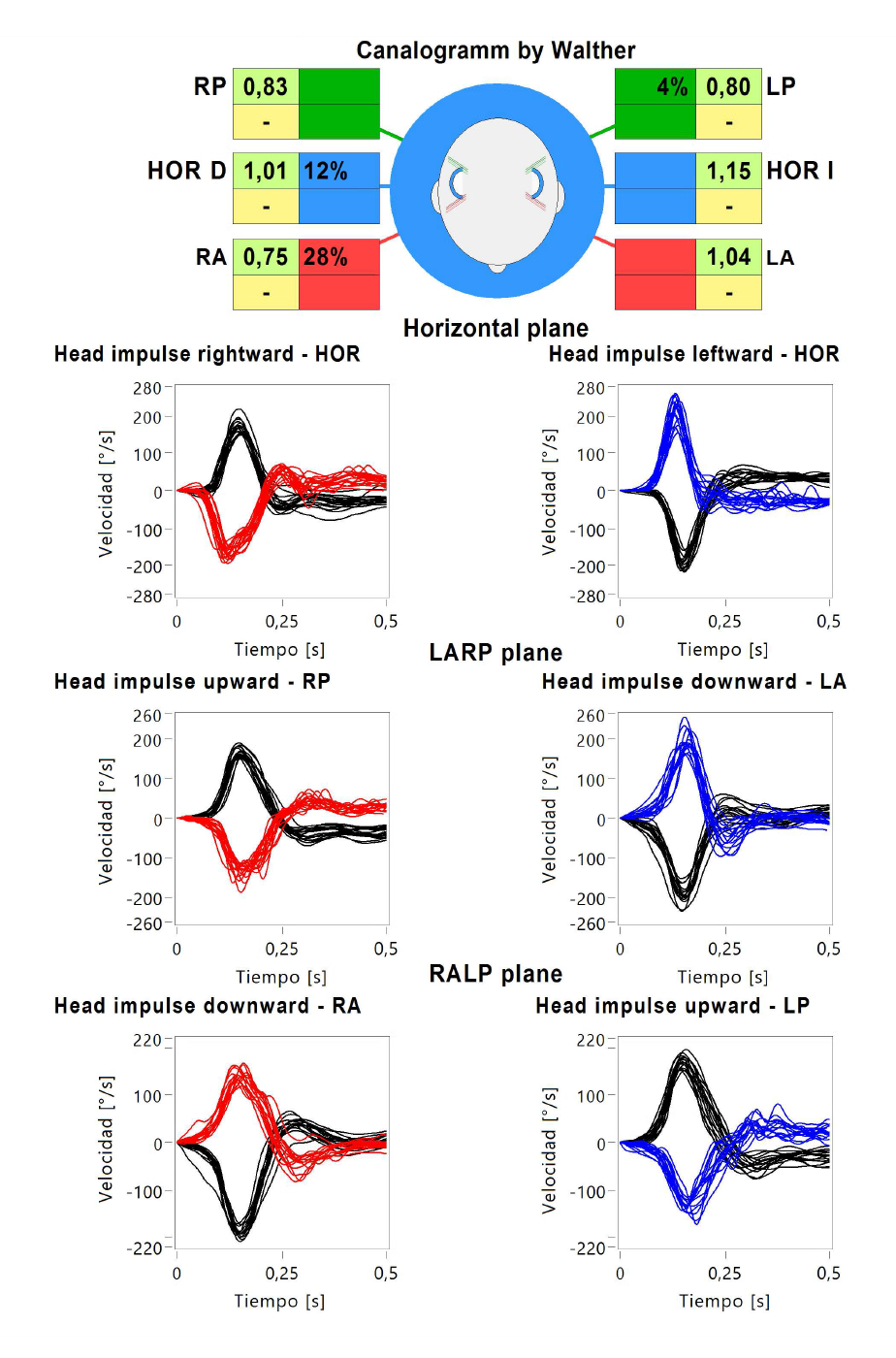

Eletronistagmografia (ENG) é um teste frequentemente utilizado na avaliação de pacientes com queixa de tontura e desequilíbrio corporal, que registra e analisa o nistagmo e outros movimentos oculares frente a diferentes estimulações (visuais, rotatórias e térmicas).
É um procedimento de registro do movimento ocular, no qual o olho funciona como uma bateria: a córnea atua como polo positivo e a retina como negativo. Eletrodos posicionados em pontos específicos ao redor dos olhos detectam a variação do potencial elétrico córneo-retinal gerado pelos movimentos oculares. Esse é então amplificado e enviado para o equipamento de registro.  Os equipamentos de eletronistagmografia geralmente possuem dois ou mais canais de registro, que possibilitam o registro de movimentos horizontais e verticais com olhos abertos ou fechados. O posicionamento dos eletrodos pode ser realizado de modos diferentes, dependendo do que se quer estudar e do número de canais disponíveis. Um eletrodo de referência (terra) é colocado na fronte. O registro de movimentos horizontais nos dois olhos pode ser detectado em um canal de registro posicionando-se um eletrodo ativo no canto externo do olho direito e outro no esquerdo. O registro dos movimentos verticais é detectado posicionando-se um eletrodo ativo acima do olho e outro abaixo.
A bateria padrão de testes da ENG consiste de três partes:
- Avaliação oculomotora
- Teste de posição/posicional
- Estimulação calórica do sistema vestibular